# サニクリーン
株式会社サニクリーンは、清掃用具・ユニフォームのレンタルを行う企業。本社を東京都中央区に置き、日本各地に24の子会社を持つ。

## 事業内容
- 清掃用品・衛生商品などのレンタル・販売
- ユニフォームのレンタル・販売
- 委託清掃「プロのお掃除サービス」の提供
- 自動車のリース、レンタカー、販売など
- ウォーターサーバーのレンタルなど

## 沿革
- 1940年（昭和15年）8月 - ハワイにてデイベンロイエンタープライズを設立。
- 1950年（昭和25年）8月 - デイベンロイエンタープライズ東京支社を設立。
- 1961年（昭和36年）
  - 8月 - デイベンロイクリーニングタチカワ（現・トーヨー）を設立。
  - 11月 - デイベンロイリネンサプライを設立。
- 1962年（昭和37年）
  - 6月 - サニクリーン東京を設立。
  - 10月 - サニクリーン田子を設立。
- 1966年（昭和41年）7月 - サニクリーン大阪（現・サニクリーン近畿）を設立。
- 1967年（昭和42年）
  - 4月 - サニクリーン岡山（現・サニクリーン山陽）設立同年5月にサニクリーン広島（現・サニクリーン中国）を設立。
  - 6月 - サニクリーン長野（現・サニクリーン甲信越）を設立。
  - 9月 - サニクリーン福岡（現・サニクリーン九州）を設立。
  - 10月 - サニクリーン本部を設立。
- 1968年（昭和43年）
  - 1月 - サニクリーン名古屋を設立。
  - 8月 - サニクリーン姫路を設立。
- 1969年（昭和44年）
  - 7月 - サニクリーン横須賀を設立。
  - 9月 - サニクリーン宇都宮を設立。
- 1970年（昭和45年）9月 - サニクリーン前橋を設立。
- 1971年（昭和46年）6月 - 日本ダストコントロール協会が発足。
- 1972年（昭和47年）11月 - サニクリーン札幌（現・サニクリーン北海道）を設立。
- 1975年（昭和50年）
  - 6月 - サニクリーン四国を設立。
  - 7月 - サニクリーングループ新体制に移行し、デビッド・山田実が会長に就任した。
- 1978年（昭和53年）6月 - デイベンロイリネンサプライ沼津工場が独立し、デイベンロイを設立。
- 1979年（昭和54年）
  - 5月 - サニクリーン東北を設立。
  - 10月 - デイベンロイクリーニングタチカワがトーヨーに社名変更。
- 1982年（昭和57年）9月 - エスケーユニフォームを設立。
- 1984年（昭和59年）10月 - サニクリーン北陸を設立。
- 1992年（平成4年）12月 - エスカル北陸を設立。
- 2000年（平成12年）7月 - サニクリーン本部が株式会社サニクリーンに社名変更。
- 2007年（平成19年）9月 - WAMS（ワムス）を設立。
- 2010年（平成22年）1月 - スカイクリーンを設立。
- 2017年（平成29年）
  - 4月 -
    - 一般財団法人サニクリーンアカデミーを設立。
    - サニクリーン岡山がサニクリーン山陽に社名変更。

  - 5月 - サニクリーン広島がサニクリーン中国に社名変更。
  - 7月 - サニクリーン北陸とエスカル北陸が経営統合。エスカル北陸はサニクリーン北陸オートライフ事業部となる。
  - 8月 - サニクリーン中央研究所を開設。
- 2019年（平成31年/令和元年）
  - 4月 - オリックス・インテリア株式会社の一部門を吸収する形でSKインテリアを設立。
  - 8月 - サニクリーン本部が現在地に移転。

## 拠点数

### 全国23拠点・543営業所
- 株式会社サニクリーン（本部）
- 株式会社サニクリーン北海道
  - 中央/すすきの/東/西/南/北/千歳/苫小牧/室蘭/旭川/帯広/函館/釧路/北見/南幌工場/千歳工場
- 株式会社サニクリーン東北
  - 中央/北/南/郡山/盛岡/山形/仙台工場
- 株式会社サニクリーン甲信越
  - 中野/上田/佐久/松本/諏訪/伊那/飯田/甲府/新潟東/新潟西/新発田/上越/長岡/三条燕/坂城工場/長野工場
- 株式会社サニクリーン東京
  - 中央/新宿/城南/成増/城東/江戸川/南千住/池袋/世田谷/三鷹/八王子/東大和/町田/横浜/横浜南/横浜西/港北/京浜/東名川崎/湘南/厚木/藤沢/小田原/新横浜/さいたま/埼玉西/熊谷/千葉/成田/袖ヶ浦/船橋/つくば/茨城南/松戸/古河/茨城/群馬/湘南工場/群馬工場/千葉工場/アクア事業湘南/アクア事業船橋
- デイベンロイ リネンサプライ株式会社
  - 戸田/浦安/埼玉北/成田/茂原/東京北/新座/横浜/川崎/つくば/多摩
- 株式会社トーヨー
  - 国立/立川/瑞穂/八王子/田無/川越/東松山/城北/相模原/大和/伊勢崎/静岡/富士/焼津/掛川/浜松/浜松西/瑞穂工場
- エスケーユニフォーム株式会社
  - 横浜/座間工場
- 株式会社WAMS（ワムス）
- 株式会社スカイクリーン
- 株式会社サニクリーン宇都宮
  - 宇都宮/宇都宮第一/小山/益子
- 株式会社サニクリーン前橋
  - 前橋/高崎/太田
- 株式会社サニクリーン田子
- 株式会社サニクリーン横須賀
- 株式会社デイベンロイ
  - 戸塚/小田原/相模原/浜松
- 株式会社サニクリーン名古屋
  - 名古屋/岡崎/一宮/半田/笠寺/名東/鈴鹿/春日井/中川/岐阜/豊田/松阪/豊橋
- 株式会社サニクリーン北陸
  - 金沢/福井/富山/金沢東インター店/エスカルプラザ金沢/金沢駅西口店/小松空港西店/小松空港カウンター/富山駅南口店/富山空港南受付カウンター/新潟紫竹店/新潟駅南口店
- 株式会社サニクリーン近畿
  - 東大阪/堺/吹田/京都/和歌山/神戸/京阪/西神戸/門真/奈良/尼崎/西大阪/北大阪/堺東/滋賀/福知山/レンタカー（江坂店/東淀川店/大阪空港北店/堺鳳店/北浜店/奈良駅前店/近鉄奈良駅前カウンター/枚方店/住吉あびこ店/西宮北口店/宝塚歌劇場前店）京都工場
- 株式会社サニクリーン姫路
  - 加古川
- 株式会社サニクリーン山陽
  - 岡山東/岡山西/倉敷/福山/津山/鳥取/高梁/本社工場/ユニフォームサービス工場
- 株式会社サニクリーン中国
  - 広島中央/広島東／広島西／広島北/廿日市/呉/三原/東広島/尾道/三次/竹原/周南/岩国/柳井/宇部/山口/萩/松江/浜田/出雲/益田/米子/株式会社SKサービス
- 株式会社サニクリーン四国
  - 松山/松山南/宇和島/新居浜/高松/高知/今治/丸亀/大洲/徳島/四国中央
- 株式会社サニクリーン九州
  - 博多/福岡天神/福岡中央/粕屋/福岡西/城南/今宿/福岡北/福岡東/宗像/福岡南/太宰府/鳥栖/久留米/筑後/大牟田/小倉/小倉南/八幡/戸畑/飯塚/直方/田川/下関/大分東/大分南/佐伯/別府/中津/日田/長崎南/長崎北/島原/長崎東/佐世保/諫早/大村/佐賀/唐津/熊本東/熊本北/熊本南/八代/宮崎/宮崎南/延岡/都城/鹿児島南/鹿児島北/鹿屋/国分/川内/南薩/沖縄/沖縄中部/沖縄南部/沖縄北部リゾート/沖縄工場/筑紫野トレーニングセンター